# Colatooecia serrulata
Colatooecia serrulata is een mosdiertjessoort uit de familie van de Colatooeciidae. De wetenschappelijke naam van de soort is, als Porina serrulata, voor het eerst geldig gepubliceerd in 1873 door Smitt.